# Мекка (Каліфорнія)
Мекка (англ. Mecca) — переписна місцевість (CDP) в США, в окрузі Ріверсайд штату Каліфорнія. Населення — 8219 осіб (2020).

## Географія
Мекка розташована за координатами 33°34′36″ пн. ш. 116°3′52″ зх. д. / 33.57667° пн. ш. 116.06444° зх. д. (33.576701, -116.064508).  За даними Бюро перепису населення США в 2010 році переписна місцевість мала площу 18,02 км², уся площа — суходіл.

### Клімат
| Клімат : Мекка                                                                                         | Клімат : Мекка | Клімат : Мекка | Клімат : Мекка | Клімат : Мекка | Клімат : Мекка | Клімат : Мекка | Клімат : Мекка | Клімат : Мекка | Клімат : Мекка | Клімат : Мекка | Клімат : Мекка | Клімат : Мекка | Клімат : Мекка |
| Показник                                                                                               | Січ.           | Лют.           | Бер.           | Квіт.          | Трав.          | Черв.          | Лип.           | Серп.          | Вер.           | Жовт.          | Лист.          | Груд.          | Рік            |
| Абсолютний максимум, °C                                                                                | 33,9           | 37,8           | 41,7           | 43,3           | 48,3           | 52,2           | 51,7           | 50,6           | 52,2           | 47,2           | 37,8           | 35,0           | 52,2           |
| Середній максимум, °C                                                                                  | 22,3           | 24,4           | 28,2           | 31,9           | 36,3           | 40,3           | 42,6           | 42,2           | 39,7           | 33,8           | 26,4           | 21,5           | 32,5           |
| Середній мінімум, °C                                                                                   | 4,5            | 6,3            | 9,6            | 12,7           | 17,0           | 20,3           | 24,0           | 24,1           | 20,5           | 14,4           | 7,6            | 3,6            | 13,8           |
| Абсолютний мінімум, °C                                                                                 | −10,6          | −7,2           | −5             | 1,1            | 0,0            | 8,9            | 11,7           | 10,6           | 7,2            | −2,2           | −4,4           | −7,8           | −10,6          |
| Норма опадів, мм                                                                                       | 14             | 15             | 9              | 2              | 1              | 0              | 4              | 5              | 5              | 7              | 8              | 11             | 80             |
| --- | -------------- | -------------- | -------------- | -------------- | -------------- | -------------- | -------------- | -------------- | -------------- | -------------- | -------------- | -------------- | -------------- |
| Джерело: http://www1.ncdc.noaa.gov/pub/data/normals/1981-2010/products/station/USC00045502.normals.txt |                |                |                |                |                |                |                |                |                |                |                |                |                |

## Демографія
Згідно з переписом 2010 року, у переписній місцевості мешкало 8577 осіб у 1854 домогосподарствах у складі 1699 родин. Густота населення становила 476 осіб/км².  Було 2020 помешкань (112/км²).
Расовий склад населення:
| - 31,3 % — білих - 0,5 % — корінних американців - 0,5 % — чорних або афроамериканців - 0,2 % — азіатів - 0,1 % — вихідців з тихоокеанських островів - 64,6 % — осіб інших рас |

До двох чи більше рас належало 2,8 %. Частка іспаномовних становила 98,7 % від усіх жителів.
За віковим діапазоном населення розподілялося таким чином: 39,3 % — особи молодші 18 років, 56,7 % — особи у віці 18—64 років, 4,0 % — особи у віці 65 років та старші. Медіана віку мешканця становила 23,7 року. На 100 осіб жіночої статі у переписній місцевості припадало 111,2 чоловіків;  на 100 жінок у віці від 18 років та старших — 110,8 чоловіків також старших 18 років.
Середній дохід на одне домашнє господарство  становив 33 221 долар США (медіана — 26 047), а середній дохід на одну сім'ю — 34 027 доларів (медіана — 27 281). Медіана доходів становила 22 862 долари для чоловіків та 21 907 доларів для жінок. За межею бідності перебувало 43,1 % осіб, у тому числі 55,5 % дітей у віці до 18 років та 27,1 % осіб у віці 65 років та старших.
Цивільне працевлаштоване населення становило 3286 осіб. Основні галузі зайнятості: сільське господарство, лісництво, риболовля — 41,6 %, мистецтво, розваги та відпочинок — 12,4 %, науковці, спеціалісти, менеджери — 10,5 %, освіта, охорона здоров'я та соціальна допомога — 10,1 %.